# Етбин Кристан
Етбин Кристан (Љубљана, 15. април 1867 — Љубљана, 22. новембар 1953) био је словеначки политичар и књижевник. Био је политички активан у Аустроугарској и Краљевини Срба, Хрвата и Словенаца. Био је један од првих словеначких социјалиста.

## Биографија
Рођен је 1867. године у Љубљани. Школовао се у родном граду и Загребу. Након завршетка средње школе, уписао је војну академију у Карловцу, али је 1887. одустао и преселио се у Беч где се посветио раду у новинарству.
У Бечу је постао активан у радничком покрету. Године 1896. био је један од оснивача Југословенске социјалдемократске странке и био њен председник све до 1914. године. Био је припадник леве фракције унутар Југословенске социјалдемократске странке залажући се за федерализам и културну аутономију словенских народа у Аустроугарској.
По почетку Првог светског рата 1914, одселио се у САД. Вратио се кући нетом пре завршетка рата и био посланик у првој скупштини Краљевине Срба, Хрвата и Словенаца. Разочаран политичким развојем у земљи, вратио се у САД 1921. године. Живео је у Кливленду, Охајо, где је био један од оснивача и председник Словеначког републиканског удружења Америке. Током Другог светског рата, заједно са Лујем Адамичем промовисао је по САД Народноослободилачки покрет Југославије.
Био је председник Словеначког антифашистичког народног савета (САНС-а) и за време Другог светског рата писао са симпатијама о ослободилачком рату југословенских народа.
Вратио се у Југославију 1951. године. Умро је у Љубљани две године касније.
Осим учешћа у политици, Кристан је деловао и као преводилац, новинар, песник, новелист, те издавач многих словеначких издања по Европи и Америци.